# São Carlos Futebol Clube
São Carlos Futebol Clube, oficialmente São Carlos Futebol Ltda. ou São Carlos é um clube brasileiro de futebol da cidade de São Carlos, interior do estado de São Paulo.
Foi fundado em 25 de novembro de 2004.
O São Carlos disputa a segunda divisão do futebol paulista, equivalente ao quinto nível estadual.

## História

Escudo anterior.

Fundado em 25 de novembro de 2004 pelo empresário são-carlense Júlio César Bianchini, o clube surgiu já com uma infraestrutura na bagagem, através do Centro de Treinamento um espaço próprio com campos, piscina, salas de musculação e fisioterapia, alojamento e refeitório, tudo distribuído em pouco mais de 18 mil m². Recebeu de pronto, por meio do Poder Público, o direito de uso do estádio municipal Luís Augusto de Oliveira, o "Luisão"; palco de grandes jogos no passado e que voltou a dar muitas alegrias para o torcedor são-carlense e, antes de completar 1 ano de vida, o São Carlos fez uma campanha invejável na Segunda Divisão do Campeonato Paulista, conquistando o acesso e consagrando-se campeão, vencendo a decisão contra o Osvaldo Cruz. Sob o comando do técnico Nei Silva, o grupo campeão acumulou pontos em 27 jogos. Foram 18 vitórias, 5 empates e 4 derrotas, com 62 gols feitos e 30 tomados.
Entre 2006 até 2010, os objetivos foram o Campeonato Paulista da série A-3, para tentar conseguir o tão esperado acesso, mas com campanha medianas, o clube não conseguia o acesso a Série A-2 do Campeonato Paulista e também participou de algumas edições da Copa Federação Paulista de Futebol, atualmente a Copa Paulista de Futebol. 
Seu melhor momento foi em 2011, mais precisamente no dia 4 de maio, quando conseguiu o acesso a Série A2 quando conseguiu um empate com o Grêmio Osasco.
Em 29 de julho de 2013, o clube lançou seu novo projeto de gerenciamento do futebol, novo escudo inspirado no futebol europeu e com detalhes que lembram particularidades da cidade e do clube, novo website e também na nova diretoria. Depois de 9 anos o clube passa a ter um novo presidente.
A partir de 2024, o clube está sob nova direção. Sendo que Adilson Brito é o novo presidente e com nova equipe de profissionais na administração, substituindo o anterior Carlos Antunes.

## Informações
- O São Carlos é uma clube com atividade empresarial, sendo que é registrado como São Carlos Futebol Clube, conhecido como clube empresa nos moldes modernos.
- O clube tem pouco mais de 20 anos e tem procurado levar sua imagem a toda comunidade sãocarlense, regional e estadual, através de um bom marketing junto as mídias específicas, mostrando e levando o nome da cidade por todos os lugares que se apresenta.
- Já no seu primeiro campeonato em 2005, o São Carlos mostrou resultado, foi campeão e conquistou o acesso para a série A3 do campeonato paulista.
- De 2006 a 2011 disputou a Série A3 e a Copa FPF em 2006, 2010 e 2011, em 2011 disputou a Série A3 e conseguiu o acesso para a Série A2.[13]
- O mascote do clube é uma Águia, conhecida como Sanca.
- Hino do São Carlos FC, está disponível no YouTube.

## Títulos

### Estaduais
- Campeonato Paulista - Série A4 = 2005 e 2015

### Acesso
- Campeonato Paulista - Série A3: 2011 (acesso)

### Outras Conquistas
• Jogos Abertos do Interior (segunda divisão): 2018
- Jogos Regionais de São Manoel:  2007
- Copa Paulista de Futebol de Base (categoria sub 9):  2009[14]

- Jogos Regionais de Pirassununga-SP:  2009
- Copa Lesemara (categoria sub 16):  2009
- Copa de Onde Verde-SP (categoria sub 16):  2009
- Campeão Estadual 1º e 2º Fase 9 ( Categoria sub 14) 2009
- 1ª Copa Brasileirinho de Futebol (categoria sub 13):  2009 (disputada em Balbinos) (Invicto)
- Jogos Regionais de Barra Bonita-SP:  2011
- Jogos Regionais de Santa Barbara do Oeste -SP 2015

### 1° Grand Prix
No dia 28 de março de 2009, a Escola de Futebol São Carlos/Macabi, sediada na capital paulista, conquistou o título do 1º Grand Prix da Copa Paulista de Futebol de Base (categoria sub 9) realizado no Alphaville Tênis Clube.
Com campanha arrasadora, onde participaram 12 equipes e o São Carlos/Macabi venceu todos seus adversários, com 4 vitórias, 12 gols marcados, 1 gol sofrido; com destaque para os atletas Rafinha, com 15 cartões verdes, e Gustavo Matheus, com 7 gols marcados.
Equipe do Macabi/São Carlos
| - 1- Junior - 2- André - 3- Diego - 4- Giovanni - 5- João Castaldelli - 6- Felipe Bianchini - 7- Gustavo Matheus | - 8- Rafinha - 9- Matheus Bianchini - 10- Rodriginho - 11- Vinicius Nunes - 12- Gabriel - 13- Lucas Larrubia - Técnico: Prof. Carlinhos |  |

## Estatísticas

### Participações
|  | Participações em 2025 |

| Competição | Competição      | Temporadas | Melhor campanha           | Estreia | Última | A | R |
| São Paulo  | Série A2        | 2          | 16º colocado (2012)       | 2012    | 2013   | – | 1 |
| São Paulo  | Série A3        | 11         | 3º colocado (2011 e 2016) | 2006    | 2019   | 1 | 2 |
| São Paulo  | Série A4        | 2          | Campeão (2005 e 2015)     | 2005    | 2023   | 2 | 1 |
| São Paulo  | Segunda Divisão | 2          | 7º colocado (2024)        | 2024    | 2025   | – |   |
| São Paulo  | Copa Paulista   | 6          | Quartas de final (2016)   | 2006    | 2016   |   |   |

## Desempenho em competições
| Ano  | Competição                                             | Colocação | PG | J  | V  | E | D  | GP | GC | SG  | AP    |
| ---- | ------------------------------------------------------ | --------- | -- | -- | -- | - | -- | -- | -- | --- | ----- |
| 2005 | Campeonato Paulista - Segunda Divisão (Atual Série A4) | 1º        | 59 | 27 | 18 | 5 | 4  | 62 | 30 | +32 | 72,8% |
| 2006 | Campeonato Paulista - Série A3                         | 11º       | 24 | 18 | 7  | 3 | 8  | 33 | 32 | +1  | 44.4% |
| 2006 | Copa Paulista                                          | 12º       | 16 | 14 | 4  | 4 | 6  | 21 | 22 | -1  | 38.1% |
| 2007 | Campeonato Paulista - Série A3                         | 12º       | 24 | 19 | 6  | 6 | 7  | 27 | 26 | +1  | 42.1% |
| 2008 | Campeonato Paulista - Série A3                         | 7º        | 30 | 25 | 9  | 3 | 13 | 30 | 51 | -21 | 40.0% |
| 2009 | Campeonato Paulista - Série A3                         | 10º       | 28 | 19 | 7  | 7 | 5  | 24 | 20 | +4  | 49.1% |
| 2010 | Campeonato Paulista - Série A3                         | 13º       | 24 | 19 | 6  | 6 | 7  | 22 | 19 | +3  | 42.1% |
| 2010 | Copa Paulista                                          | 21º       | 12 | 12 | 4  | 0 | 8  | 10 | 16 | -6  | 33.3% |
| 2011 | Campeonato Paulista - Série A3                         | 3º        | 40 | 24 | 11 | 7 | 6  | 37 | 25 | +12 | 55.6% |
| 2011 | Copa Paulista                                          | 21º       | 19 | 14 | 5  | 3 | 6  | 15 | 19 | -4  | 45.2% |
| 2012 | Campeonato Paulista - Série A2                         | 16º       | 21 | 19 | 5  | 6 | 8  | 24 | 25 | -1  | 36.8% |
| 2012 | Copa Paulista                                          | 15º       | 19 | 16 | 4  | 7 | 5  | 10 | 11 | -1  | 39.6% |
| 2013 | Campeonato Paulista - Série A2                         | 18º       | 18 | 19 | 5  | 3 | 11 | 15 | 28 | -13 | 31.6% |
| 2013 | Copa Paulista                                          | 18º       | 12 | 12 | 3  | 3 | 6  | 10 | 13 | -3  | 33.3% |
| 2014 | Campeonato Paulista - Série A3                         | 17º       | 18 | 19 | 4  | 6 | 9  | 26 | 32 | -6  | 31.5% |
| 2015 | Campeonato Paulista - Segunda Divisão (Atual Série A4) | 1º        | 61 | 30 | 18 | 7 | 5  | 49 | 20 | +29 | 67.8% |
| 2016 | Campeonato Paulista - Série A3                         | 3º        | 43 | 25 | 12 | 7 | 6  | 38 | 26 | +12 | 57.2% |
| 2016 | Copa Paulista                                          | 6º        | 29 | 20 | 8  | 5 | 7  | 26 | 23 | +3  | 48.3% |
| 2017 | Campeonato Paulista - Série A3                         | 9º        | 28 | 19 | 8  | 4 | 7  | 19 | 16 | +3  | 49.1% |
| 2018 | Campeonato Paulista - Série A3                         | 8º        | 29 | 19 | 8  | 5 | 6  | 25 | 24 | +1  | 50,8% |
| 2019 | Campeonato Paulista - Série A3                         | 16º       | 8  | 15 | 1  | 5 | 9  | 10 | 24 | -14 | 17.8% |
| 2021 | Campeonato Paulista - Segunda Divisão (Atual Série A4) | 20º       | 11 | 10 | 3  | 2 | 5  | 9  | 13 | -4  | 36.7% |
| 2022 | Campeonato Paulista - Segunda Divisão (Atual Série A4) | 28º       | 10 | 10 | 2  | 4 | 4  | 6  | 14 | -8  | 33.3% |
| 2023 | Campeonato Paulista - Segunda Divisão (Atual Série A4) | 34º       | 4  | 10 | 1  | 1 | 8  | 3  | 21 | -18 | 13.3% |
| 2024 | Campeonato Paulista - Segunda Divisão                  | 7º        | 22 | 16 | 6  | 4 | 6  | 20 | 13 | +7  | 45.8% |
| 2025 | Campeonato Paulista - Segunda Divisão                  | 13º       | 6  | 8  | 1  | 3 | 4  | 9  | 15 | -6  | 25%   |

|  |                                        |
|  | Campeão e promovido à divisão superior |
|  | Promovido à divisão superior           |
|  | Rebaixado à divisão inferior           |

Copa São Paulo de Futebol Júnior
| Ano   | Competição            | Desempenho       | Colocação | J  | V  | E  | D  | GP  | GC | SG  | AP    |
| 2006  | Copa São Paulo Júnior | Primeira fase    |           | 3  | 1  | 1  | 1  | 8   | 6  | +2  | 33,3% |
| 2007  | Copa São Paulo Júnior | Segunda fase     | 30.º      | 4  | 2  | 0  | 2  | 12  | 8  | +4  | 50%   |
| 2008  | Copa São Paulo Júnior | Quartas          | 7.º       | 6  | 3  | 1  | 2  | 7   | 4  | +3  | 55,5% |
| 2009  | Copa São Paulo Júnior | Primeira fase    |           | 3  | 1  | 1  | 1  | 1   | 1  | 0   | 33,3% |
| 2010  | Copa São Paulo Júnior | Segunda fase     | 21.º      | 4  | 2  | 1  | 1  | 10  | 6  | +4  | 58,3% |
| 2011  | Copa São Paulo Júnior | Primeira fase    | 33.º      | 3  | 2  | 0  | 1  | 5   | 3  | +2  | 66%   |
| 2012  | Copa São Paulo Júnior | Segunda fase     | 32.º      | 4  | 1  | 2  | 1  | 5   | 8  | -3  | 41,6% |
| 2013  | Copa São Paulo Júnior | Primeira fase    |           | 3  | 1  | 0  | 2  | 1   | 3  | -2  | 33,3% |
| 2014  | Copa São Paulo Júnior | Terceira fase    |           | 5  | 2  | 2  | 1  | 10  | 5  | +5  | 53,3% |
| 2015  | Copa São Paulo Júnior | Primeira fase    |           | 3  | 1  | 0  | 2  | 7   | 7  | 0   | 33,3% |
| 2016  | Copa São Paulo Júnior | Segunda fase     | 37.º      | 4  | 2  | 1  | 1  | 9   | 6  | +3  | 58,3% |
| 2017  | Copa São Paulo Júnior | Oitavas de final | 13 º      | 6  | 4  | 0  | 2  | 11  | 6  | +5  | 66,6% |
| 2018  | Copa São Paulo Júnior | Segunda fase     | 37.º      | 4  | 3  | 0  | 1  | 9   | 6  | +3  | 75%   |
| 2019  | Copa São Paulo Júnior | Primeira fase    | 65.º      | 3  | 2  | 0  | 1  | 5   | 5  | 0   | 66,6% |
| 2020  | Copa São Paulo Júnior | Não disputou     |           | 0  | 0  | 0  | 0  | 0   | 0  | 0   |       |
| 2022  | Copa São Paulo Júnior | Primeira Fase    | 67º       | 3  | 1  | 1  | 1  | 3   | 2  | 1   | 44.4% |
| 2023  | Copa São Paulo Júnior | Segunda Fase     |           |    |    |    |    |     |    |     |       |
| Total |                       |                  |           | 58 | 28 | 10 | 20 | 103 | 76 | +27 | 54,5% |

Resumo do clube em competições oficiais
Em 5 anos a equipe profissional realizou 122 jogos sendo 51 vitórias, 28 empates e 43 derrotas. Foram 197 gols marcados e 182 sofridos. Seu maior artilheiro é o atacante Tales Penteado com 23 gols. O zagueiro Juliano com 79 jogos foi o que mais vezes vestiu a camisa da Águia da Central.
Veja alguns números do São Carlos Futebol nesses 10 anos
- Total de jogos: 276
- Vitórias:  97
- Empates: 70
- Derrotas: 109

Jogadores que mais jogaram pelo clube
- Jé - 120 vezes
- Juliano - 79 vezes
- Rick - 74 vezes
- Acleisson - 67 vezes
- Cleber Oliveira - 63 vezes

Maior artilheiro
- Tales Penteado - 23 gols
- Léo - 17 gols
- Rick - 12 gols

Técnicos que mais vezes comandaram o São Carlos
- Nei Silva: 49
- Edmilson de Jesus: 35
- Felício Cunha: 22

Autor do primeiro gol em competição
- Tales: São Carlos 5–2 Fernandópolis (17/04/2005)

Autor do primeiro gol internacional do Clube
Rafael Compri: Sivas TUR 2–1 São Carlos

## Amistosos do clube
- 03/03/2005 - São Carlos 0–0 Ferroviária (primeiro jogo profissional do clube)
- 07/03/2005 - União São João 1–6 São Carlos (em Araras)
- 09/03/2005 - São Carlos 4–1 Rio Branco
- 13/07/2005 - São Carlos 1–1 Comercial
- 17/12/2005 - São Carlos 1–0 Comercial
- 12/12/2006 - São Carlos 0–1 Rio Claro (jogo treino)
- 03/03/2008 - São Carlos 0–3 Ferroviária (jogo treino)
- 12/03/2008 - União Barbarense 2–0 São Carlos (em Santa Bárbara D'Oeste)
- 01/04/2008 - São Carlos 3–2 Velo Clube
- 14/05/2008 - União Barbarense 2–1 São Carlos (em Santa Bárbara D'Oeste)
- 28/05/2008 - São Carlos 0–5 União Barbarense
- 05/12/2009 - Inter de Limeira (junior) 0–1 São Carlos (junior) (em Limeira)
- 13/12/2009 - União São João (junior) 0–2 São Carlos (junior) (em Araras)
- 13/12/2009 - União São João 2–2 São Carlos (em Araras)
- 16/12/2009 - São Carlos 0–3 União São João (em Ibaté no Estádio Dagnino Rossi)
- 19/12/2009 - XV de Piracicaba (junior) 1–1 São Carlos (junior) (em Piracicaba)
- 11/01/2010 - Botafogo-SP 4–0 São Carlos (realizado na Fazenda Santa Maria em Rib. Preto)
- 30/06/2010 - Velo Clube 1–2 São Carlos (em Rio Claro)
- 09/07/2010 - Noroeste 3–0 São Carlos (em Bauru)
- 09/01/2011 - Rio Claro 1–0 São Carlos (em Rio Claro)
- 15/01/2011 - Inter de Limeira 3–1 São Carlos (em Porto Ferreira)[17]
- 22/01/2011 - São Carlos 2–0 Itapirense[18]
- 07/01/2012 - São Carlos 0–0 XV de Jaú (jogo treino em Dourado)
- 14/01/2012 - Oeste 1–0 São Carlos (jogo treino em Itápolis)
- 17/01/2012 - Inter de Limeira 2–1 São Carlos (jogo treino em Limeira)
- 16/05/2012 - Noroeste 0–1 São Carlos (junior) - (jogo treino em Pederneiras)[19]
- 26/06/2012 - Américo 0–0 São Carlos (jogo treino em Américo Brasiliense)
- 29/06/2012 - Pirassununguense 0–0 São Carlos (jogo treino em Pirassununga)
- 05/01/2013 - Guaçuano 2–0 São Carlos (jogo treino e Mogi Guaçu)
- 11/01/2012 - União São João  1–2  São Carlos (jogo treino em Araras)
- 15/01/2013 - São Carlos 2–0 Oeste (jogo treino)
- 19/01/2013 - São Carlos 0–0 Inter de Limeira (jogo treino)
- 18/12/2013 - São Carlos 1–2 Comercial (amistoso em Ibaté)
- 21/12/2013 - Guarani 2–0 São Carlos (amistoso em Campinas)
- 15/01/2014 - São Carlos 0–1 Ferroviária (jogo treino no Luisão)
- 22/01/2014 - São Carlos 2–1 Nacional Uberaba (jogo treino no Luisão)
- 17/03/2015 - Velo Clube 2–0 São Carlos (jogo treino em Rio Claro)[20]
- 23/03/2015 - São Carlos 4–2 Noroeste (jogo treino)[21]
- 09/04/2015 - São Carlos 1–1 Noroeste (jogo treino)[22]
- 22/11/2015 - Botafogo-SP 0–0 São Carlos (realizado no Estádio Santa Cruz, jogo dos campeões do Brasileiro Série D e Paulista Segunda Divisão)
- 23/12/2016 - Velo Clube 0–2 São Carlos (jogo treino em Rio Claro)

## Torcida organizada
Sancaloucos é a torcida organizada do São Carlos Futebol Clube. Nos jogos realizados no estádio Luís Augusto de Oliveira, os Sancaloucos ficam próximos à saída da arquibancada geral, na rua Benjamin Constant.

## Treinadores
- Nei Silva - 2005 e 2008
- Dejair Ferreira - 2006
- Itamar Schülle - 2006
- Sérgio Guedes - 2006
- Everaldo Pierrotti - 2006 (auxiliar técnico)
- João Martins - 2006 e de 20 de fevereiro a 30 de julho de 2011
- Doriva Bueno - 2007
- Edson Vieira - 9 de março de 2007 a 5 de junho de 2007, 9 de dezembro de 2010 a 14 de fevereiro de 2011 e de 16 de novembro de 2017 a 2 de fevereiro de 2018
- Márcio Griggio - 2007
- Marco Antônio Machado - 2008
- Cilinho Maia - 2008 e 2010
- Felício Cunha - 2009 e desde 1º de dezembro de 2011 a 19 de fevereiro de 2012
- Sérgio Caetano - 19 de outubro de 2009 a 11 de fevereiro de 2010
- Edmilson de Jesus - 26 de fevereiro de 2010 a 20 de setembro de 2010 e 15 de fevereiro de 2013 a 10 de junho de 2013
- Guilherme Dalla Dea - 1º de agosto a 30 de novembro de 2011
- Geime Luiz Rotta - 20 de fevereiro de 2012
- Eduardo Clara - 8 de junho de 2012 a 15 de outubro de 2012
- José Carlos Serrão - 12 de dezembro de 2012 a 11 de fevereiro de 2013
- Roberto Oliveira - 10 de junho de 2013 a 8 de fevereiro de 2014
- Rodrigo Santana - 10 de fevereiro de 2014 a 13 de abril de 2014[23]
- Rafael Guanaes - 2 de dezembro de 2014 a
- Luís Müller - 22 de novembro de 2016 a ? e de 5 de fevereiro de 2018 a 8 de março de 2018
- Omar Curi[24] - 9 de março de 2018 a 03 de fevereiro de 2019 / Anderson Florentino (auxiliar técnico)
- Carlinhos Alves[25] - 3 de fevereiro de 2019 a ?
- Toninho Carlos[26] - 4 de fevereiro de 2020 a ?
- Marcos Campagnollo - 2014 e 2018 (categorias de base) No profissional[27] - 1 de julho de 2021 a 2 de setembro de 2021[28]
- João Batista da Silva[29] - 3 de setembro de 2021 - 2021
- Julio Cesar Cominotte 2022 junho a agosto 2022 treinador interino
- Fabrício Morozetti - janeiro de 2022 a 15 de maio de 2022[30]
- Petterson Martins - 16 maio de 2022 a 31 de maio de 2022
- Paulo Weber - 2 de junho de 2022 a ?
- Julio Cesar Cominotte Treinador Golerios Sao Carlos 2021 ate janeiro de 2023
- Agnaldo Liz - 22 de março de 2023 a 22 de maio de 2023[31]
- Bersinho - 23 de março de 2023[32]
- João Batista - 8 de abril de 2024[33]